# Чакувар
Чакувар (перс. چكوور) — село в Ірані, у дегестані Зіябар, в Центральному бахші, шагрестані Совмее-Сара остану Ґілян. За даними перепису 2006 року, його населення становило 548 осіб, що проживали у складі 150 сімей.

## Клімат
Середня річна температура становить 14,17°C, середня максимальна – 28,19°C, а середня мінімальна – -0,82°C. Середня річна кількість опадів – 903 мм.
| Клімат поселення                              | Клімат поселення | Клімат поселення | Клімат поселення | Клімат поселення | Клімат поселення | Клімат поселення | Клімат поселення | Клімат поселення | Клімат поселення | Клімат поселення | Клімат поселення | Клімат поселення | Клімат поселення |
| Показник                                      | Січ.             | Лют.             | Бер.             | Квіт.            | Трав.            | Черв.            | Лип.             | Серп.            | Вер.             | Жовт.            | Лист.            | Груд.            |                  |
| Середній максимум, °C                         | 9,15             | 9,71             | 11,95            | 17,74            | 22,26            | 25,42            | 28,19            | 27,90            | 23,62            | 20,99            | 16,47            | 11,98            |                  |
| Середня температура, °C                       | 4,17             | 4,73             | 6,99             | 12,77            | 17,28            | 20,44            | 23,96            | 23,65            | 19,38            | 16,70            | 12,20            | 7,74             |                  |
| Середній мінімум, °C                          | −0,82            | −0,24            | 2,02             | 7,78             | 12,31            | 15,48            | 19,69            | 19,40            | 15,14            | 12,49            | 7,96             | 3,48             |                  |
| Норма опадів, мм                              | 94               | 73               | 73               | 51               | 40               | 25               | 16               | 43               | 93               | 142              | 124              | 129              |                  |
| Середньомісячна швидкість вітру, м/с          | 2.28             | 2.40             | 2.40             | 2.30             | 2.30             | 2.61             | 2.56             | 2.40             | 2.20             | 2.09             | 2.09             | 2.00             |                  |
| Середньомісячна сонячна радіація, кДж/м²·день | 6803             | 9010             | 11096            | 15832            | 20124            | 22783            | 23654            | 19943            | 16346            | 11062            | 8476             | 6524             |                  |
| --------------------------------------------- | ---------------- | ---------------- | ---------------- | ---------------- | ---------------- | ---------------- | ---------------- | ---------------- | ---------------- | ---------------- | ---------------- | ---------------- | ---------------- |
| Джерело:                                      |                  |                  |                  |                  |                  |                  |                  |                  |                  |                  |                  |                  |                  |